# Veronica stewartii
Veronica stewartii Pennell – gatunek rośliny należący do rodziny babkowatych (Plantaginaceae). Drobny gatunek w obrębie gatunku zbiorowego – przetacznika bluszczykowego V. hederifolia aggr. Występuje w zachodnich Himalajach, Afganistanie i Pakistanie. Jest to roślina jednoroczna, uznawana za chwast. Liczba chromosomów 2n = 18.

## Morfologia
Roślina zielna o łodydze płożącej, osiągającej długość do 20 cm, zwykle rozgałęzionej, silnie owłosionej. Liście skrętoległe, jajowate do zaokrąglonych, podzielone są na 3–5 klap, nagie lub słabo owłosione, z ogonkami do 1,5 cm. Kwiaty wyrastają pojedynczo w pachwinach liści osadzone na owłosionych i bardzo krótkich szypułkach (do 4 mm długości) – krótszych od ogonków liściowych wspierających liści. Kielich z czterema działkami, zaokrąglonymi lub lekko zbiegającymi u nasady, orzęsionymi na brzegu. Korona drobna, z płatkami krótszymi od działek, białawymi. Owocami są torebki osiągające do 2,5 mm długości, zawierające zazwyczaj cztery nasiona.

## Systematyka
Takson należy do rodzaju przetacznik Veronica do podrodzaju Cochlidiosperma (Rchb.) M. M. Mart. Ort. & Albach obejmującego 12 gatunków. W obrębie sekcji jest jednym z pięciu gatunków tworzących podsekcję subsect. Cochlidiosperma (Rchb.) Albach, które przez znaczną część XX wieku i czasem też jeszcze w XXI wieku klasyfikowane są jako szeroko ujmowany przetacznik bluszczykowy V. hederifolia sensu lato (w takim ujęciu opisywany gatunek stanowi podgatunek V. hederifolia subsp.stewartii (Pennell) Elenevsky).